# Храм Тихвинской иконы Божией Матери (Иркутск)
Храм Ти́хвинской иконы Божией Матери — утраченный православный храм в городе Иркутске, располагавшийся на Тихвинской площади (ныне — площадь Графа Сперанского).
В 1706 году был построен первый деревянный храм. В 1754 году на средства иркутского купца И. С. Бечевина был заложен каменный Тихвинский храм. Во время иркутского пожара 1879 года храм обгорел, но при восстановлении был соблюдён его первоначальный облик. По названию храма были названы Тихвинская улица (ныне — улица Сухэ-Батора) и Тихвинская площадь (ныне — площадь Графа Сперанского).
Архитектура Тихвинского храма была характерной для сибирского барокко середины XVIII века.
В 1932 году был закрыт советскими властями и вскоре снесён.